# Jules Merviel

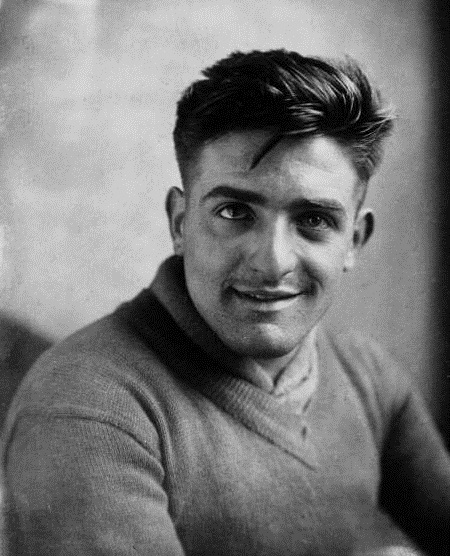
Jules Merviel 1929

Jules Merviel (* 29. September 1906 in Saint-Beauzély; † 1. September 1976 in Carqueiranne) war ein französischer Radrennfahrer.

## Karriere
Bereits 1926 wurde Merviel Zweiter der Straßenweltmeisterschaft in Mailand. Als Amateur gewann er 1928 das traditionsreiche Eintagesrennen Paris-Évreux. Profi war er von 1929 bis 1944, wechselte jedes Jahr die Mannschaft, für die er fuhr, 1933 sogar zweimal. Eine Ausnahme war die französische Radsportmannschaft Mercier-Hutchinson, bei der er von 1938 bis 1944 einen Fahrervertrag hatte. Er wechselte aber nur in französische Teams. Als Profi fuhr Jules Merviel Radrennen in Frankreich. Eine Ausnahme war 1930 ein Radrennen in Yverdon in der Schweiz; er gewann das Rennen. 1929 war er bei Paris–Caen erfolgreich. 1937 siegte er im Circuit de l’Allier. Sein größter Erfolg dürfte indes der Sieg bei Paris–Tours 1933 gewesen sein.

## Tour de France
Merviel fuhr mehrfach die Tour de France; 1929 (23.) das erste Mal. 1930 gewann er die 7. Etappe von Bordeaux nach Hendaye. 1935 stieß er bei der 12. Etappe von Cannes nach Marseille mit einem LKW zusammen und verletzte sich schwer.